# Olim Kurbanov
Olim Kurbanov, född 21 juni 1991, är en tadzjikisk simmare.
Kurbanov tävlade för Tadzjikistan vid olympiska sommarspelen 2016 i Rio de Janeiro, där han blev utslagen i försöksheatet på 50 meter frisim.
Vid olympiska sommarspelen 2020 i Tokyo slutade han på 60:e plats på 50 meter frisim och blev utslagen i försöksheatet.